# Демократска унионистичка партија
Демократска унионистичка партија (ДУП, енгл. Democratic Unionist Party) је унионистичка и лојалистичка политичка странка у Северној Ирској. Оснивач странке је Ијан Пејсли, а тренутно је предводи Џефри Доналдсон.